# 昂姓
昂姓是漢姓的一种，虽未含在《百家姓》中，但在中國的安徽、云南、香港以及琉球等地有该姓氏分布。
中國古代分布较广。元朝时有池州录事昂吉，本为唐兀氏，世居西夏；明朝有弥勒州知府昂普德。

## 名人
- 昂扬（1939-）：复旦大学数学系教授。
- 昂秋青：当代心理医生。

## 延伸阅读
[在维基数据编辑]
 《欽定古今圖書集成·明倫彙編·氏族典·昂姓部》，出自陈梦雷《古今圖書集成》